# قره آغاج (أديامان)
قره آغاج (بالتركية: Karaağaç)‏ هي قرية كرديّة رشوانيّة تتبع إداريّاً لمديرية أديامان في محافظة أديامان التركية الواقعة في جنوب شرق الأناضول. وبلغ عدد سكانها 78 نسمة في عام 2021.